# Massiccio del Champsaur
Il Massiccio del Champsaur è un gruppo montuoso delle Alpi del Delfinato.
Si trova in Francia, nel dipartimento delle Alte Alpi. Prende il nome dal Champsaur, antica provincia del Delfinato.

## Classificazione
Il massiccio viene visto talvolta come parte del Massiccio des Écrins. Secondo la SOIUSA esso è separato dal Massiccio des Écrins. 
Secondo le definizioni della SOIUSA il Massiccio del Champsaur è una sottosezione alpina con la seguente classificazione:
- Grande parte = Alpi Occidentali
- Grande settore = Alpi Sud-occidentali
- Sezione = Alpi del Delfinato
- Sottosezione = Massiccio del Champsaur
- Codice = I/A-5.V

## Delimitazione
Confina:
- a nord e a nord-est con il Massiccio des Écrins (nella stessa sezione alpina) e separato dalla Valgaudemar e dal Colle di Vallonpierre;
- ad est con il Massiccio dell'Embrunais (nella stessa sezione alpina) e separato dal torrente Drac Blanc;
- a sud con i Monti orientali di Gap (nella stessa sezione alpina) e separato dal corso della Drac
- ad ovest con le Prealpi del Devoluy (nelle Prealpi del Delfinato)  e separato dal corso della Drac.

Riotando in senso orario i limiti geografici sono: Colle di Vallonpierre, torrente Drac Blanc, fiume Drac, Valgaudemar, Colle di Vallonpierre.

## Suddivisione
Si suddivide in un supergruppo, due gruppi e due sottogruppi:
- Catena Vieux Chaillol-Colle Blanche (A)
  - Gruppo del Vieux Chaillol (A.1)
    - Cresta Choucières Vertes-Aiguille de Morges (A.1.a)
    - Nodo del Vieux Chaillol (A.1.b)

  - Gruppo del Pic de Colle Blanche (A.2)

## Montagne
- Vieux Chaillol - 3.163 m
- Choucières Vertes - 3.058 m
- Pic de Parieres - 3.050 m
- Aiguille de Morges - 2.986 m
- Pic de Colle Blanche - 2.930 m
- Pic de Pian - 2.826 m
- Pic Queyrel - 2.435 m